# Conca occidental de la mar Mediterrània

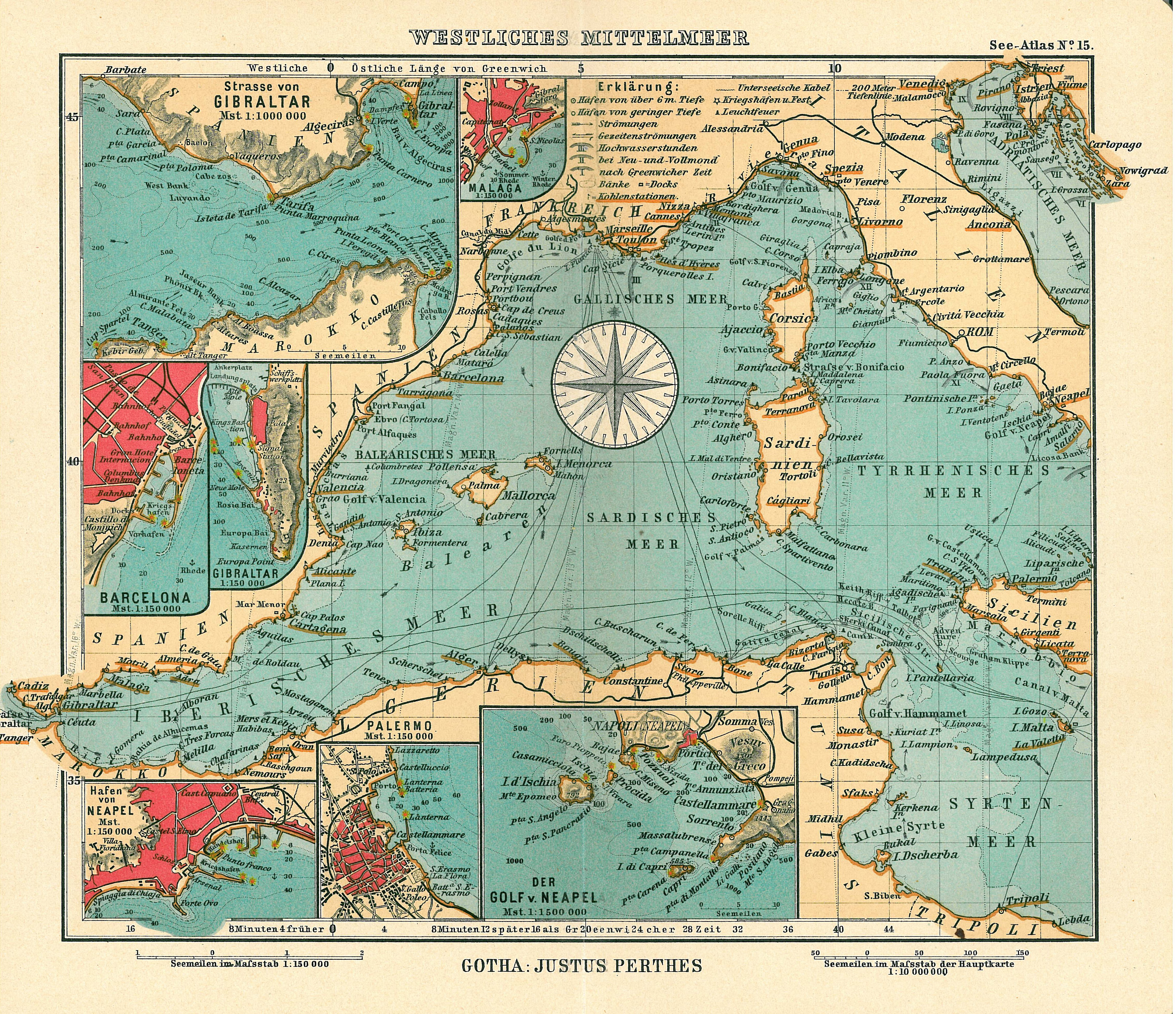
Mediterrani occidental en un mapa alemany de 1906 (Justhus Perthes See Atlas: Westliches Mittelmeer).

La conca occidental de la mar Mediterrània o Mediterrània occidental és un concepte geogràfic amb implicacions històriques i geopolítiques. Es refereix a la meitat oest de la mar Mediterrània, així com a la meitat oest de la conca de la Mediterrània. El punt de divisió amb el Mediterrani oriental són els estrets que separen el sud d'Europa a l'altura de la península Itàlica, les illes de Sicília i Malta del nord d'Àfrica a l'altura de Tunísia. Pertanyen a aquesta regió les altres illes i arxipèlags de la Mediterrània occidental, les majors Còrsega i Sardenya, i un gran nombre d'illes menors —Tabarca, Elba—, arxipèlags majors —les Balears— i menors —Illots Columbrets, Illes Eòlies—, i àmplies zones continentals del sud-oest d'Europa (la península ibèrica —el vessant mediterrani d'Espanya, tot i que per a determinades qüestions se sol incloure també Portugal, tot i no tenir costa mediterrània, per les seves característiques climàtiques, físiques i històriques, com li passa també a la major part d'Espanya, de vessant atlàntic—, el sud de França i d'Itàlia) i el nord-oest d'Àfrica  (el Marroc, Algèria —especialment la seva porció costanera— i Tunísia). Els mars en què se sol subdividir (amb criteris molt variats) inclouen, entre altres denominacions, el mar d'Alborán, el golf de València, el mar Baleàric, el golf del Lleó, el mar Lígur, el mar de Sardenya i la mar Tirrena. Altres accidents geogràfics destacats són el Mar Menor, la albufera de València, el delta de l'Ebre, l'aiguamoll de la Camarga, el golf de Gènova, el golf de Nàpols, etc. Davant l'escassetat de rius permanents a la costa africana occidental (Medjerda, Muluya), destaquen els de la costa europea (ibèrica —-Segura, Túria, Xúquer, Ebre, Llobregat, Ter—, francesa —Aude, Roine— i italiana —Arno, Tíber). El clima mediterrani (temperat-càlid, amb sequera de diversos mesos a l'estiu) caracteritza a tota la regió, tot i que en àmplies zones del sud-est peninsular ibèric i del nord d'Àfrica s'arriba al clima subdesèrtic o fins i tot al clima àrid, donat que a l'interior d'Àfrica hi ha el desert del Sàhara, un dels més secs del món.